# バイオレンスホモ
『バイオレンスホモ』は、QP-CRAZYの3rdアルバム。 ジャケット写真はキューピー人形を手にした日景忠男。

## 解説
- アルバムタイトルはツージーが暴力をテーマにした曲をやりたいと提案したところ、「バイオレンス」だけではつまらないのでなぜか「ホモ」というエッセンスを加えできたもの。
- 新メンバーのMr.CHUNはツージーが連れてきたサウスポーのベトナム人ドラマー。
- アルバムの帯によるとキャッチフレーズは「デジタル・バイオレンスホモ・パンク！」。

## 収録曲
1. VIOLET
　（作曲：QP-CRAZY）
日景のQPに対する不満と欲望。
2. 団地妻キラー
　（作詞：プロレタ&クレイジー / 作曲：プロレタリアート本間）
『午後は○○おもいッきりテレビ』からサンプリングしたみのもんたのボイスが全体にフィーチャーされている曲。元はプロレタのユニット恐怖新聞の『腹上死』に収録されていた曲をアレンジしたもの。
3. 厳骨百万発！！
　（作詞：クレイジーSKB / 作曲：ツージ～Q）
4. 強請 -ゆすり-
　（作詞：クレイジーSKB / 作曲：ツージ～Q）
5. Soul Eater -魂喰い-
　（作詞：クレイジーSKB / 作曲：ツージ～Q）
6. ERROR
　（作詞：クレイジーSKB / 作曲：ツージ～Q）
コンピュータのシリアルエラーとシリアル食品、MJ12がモチーフ。
7. 冷凍人間
　（作詞：プロレタ&クレイジー / 作曲：プロレタリアート本間）
恐怖新聞の『凍死』に収録されていた曲を80年代ポジパン的にアレンジしたもの。
8. 鼻水爆弾四駆
 （作詞：クレイジーSKB / 作曲：プロレタリアート本間）
9. 親指トム
　（作詞：クレイジーSKB / 作曲：ツージ～Q）
10. バイアグラ60
　（作詞：クレイジーSKB / 作曲：ツージ～Q）
60歳の老人がバイアグラを使用したらどうなるかという曲。
11. ELECTRIC FLIED GIRL -少女蠅-
　（作詞：クレイジー&プロレタ / 作曲：ツージ～Q）
プロレタがラップに挑戦した曲。歌詞カードに記載されている「マークラップ / プロレタ」というのはglobeのマーク・パンサーを意識した呼称とのこと。
12. 渚のホモビーチ -限りなく透明に近い海パン-
 （作曲：QP-CRAZY）
曲名の「渚」は当時日景が経営していた喫茶店「シンドバット」からきている。
13. 涅槃で待つ-KISS MY ASH-
　（作詞：クレイジーSKB / 作曲：ツージ～Q）
飛び降り自殺した沖雅也が養父の日景に残した遺書がモチーフ。
14. HOMO
 （作曲：QP-CRAZY）
日景が新宿2丁目の公園でプレイしている声を本人には内緒で隠し録りしたもの。

## 参加ミュージシャン
- the CRAZY-SKB - DEADLY SCREAMER
- PROLETARIAT HONMA - SAMPLING ADVISOR
- TOO-GEE-Q - OCTOPUSY BASSGUITAR
- Mr.CHUN - VIET-COM SOUTHPAW DRUMS
- KURA - TOTAL COORDINATOR

- 北野雄二 - サックス
- 須原敬三 - ギター
- 日景忠男 - HOMO SEXAL VIOLET NO.1